# کستر (لوئیزیانا)
کستر (به انگلیسی: Castor) شهری در ایالت لوئیزیانا کشور ایالات متحده آمریکا است که جمعیت آن در سرشماری سال ۲۰۱۰ میلادی، ۲۵۸ نفر بوده‌است.